# Batracomorphus briseis
Batracomorphus briseis är en insektsart som beskrevs av Knight 1983. Batracomorphus briseis ingår i släktet Batracomorphus och familjen dvärgstritar. Inga underarter finns listade i Catalogue of Life.